# John Lockwood Kipling
John Lockwood Kipling (né le 6 juillet 1837 à Pickering en Angleterre et mort le 26 janvier 1911 à Tisbury en Angleterre) est un professeur d'arts, illustrateur et conservateur de musée britannique. Il a passé la plus grande partie de sa carrière dans les provinces de l'Empire des Indes. Il est le père de Rudyard Kipling.

## Biographie
Lockwood Kipling est le fils de Frances Lockwood et du révérend Joseph Kipling. Il fait des études à la Woodhouse Grove School (en).
Il rencontre sa femme, Alice MacDonald (en), alors qu'il travaille à Burslem, Staffordshire.
Kipling se marie en 1865 et déménage avec sa femme en Inde, où il enseigne la sculpture architecturale à la Jeejeebhoy School of Art (en) de Bombay.
Il a créé la devise du Mayo College.

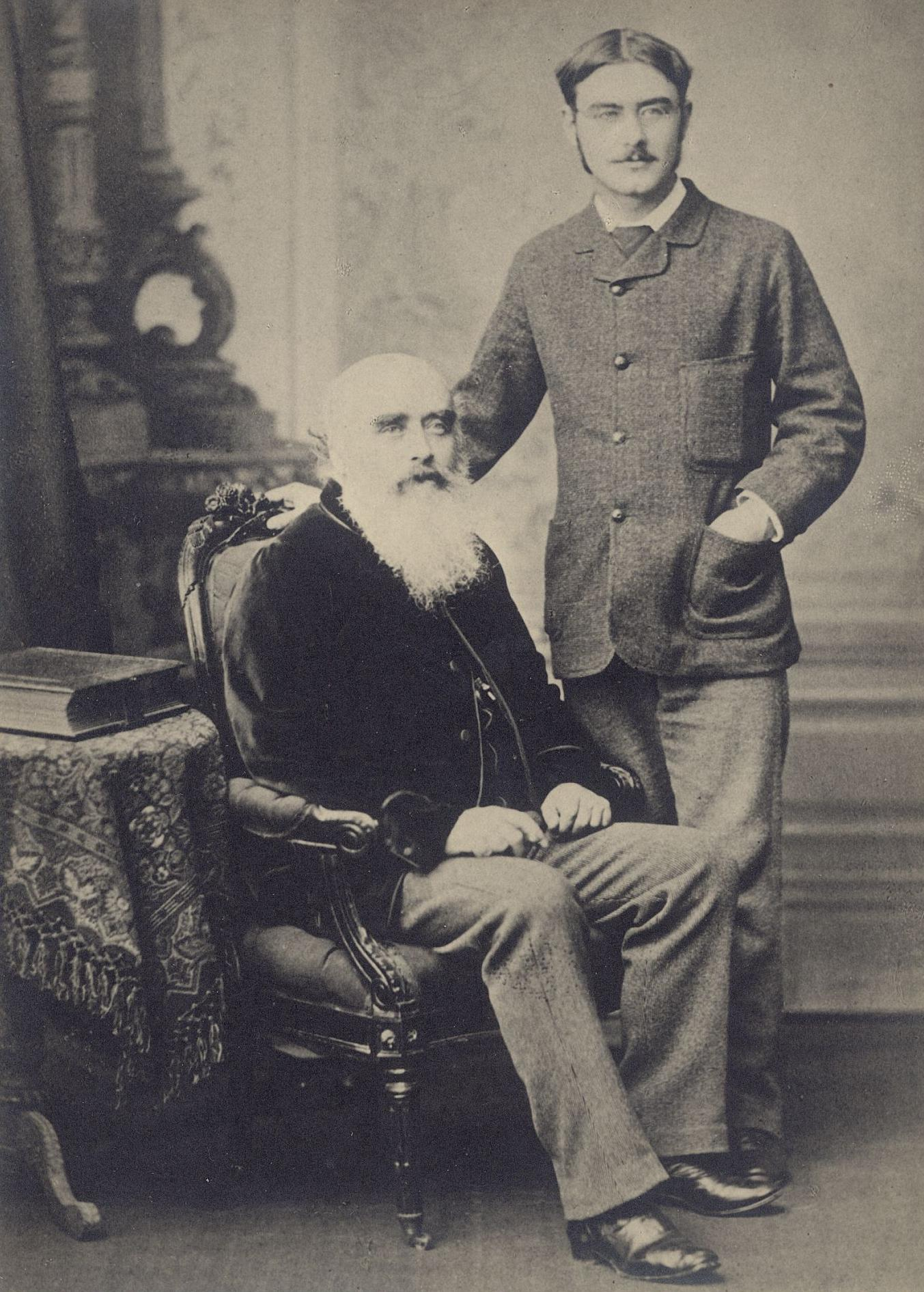
John Lockwood Kipling et Rudyard Kipling (~1890).
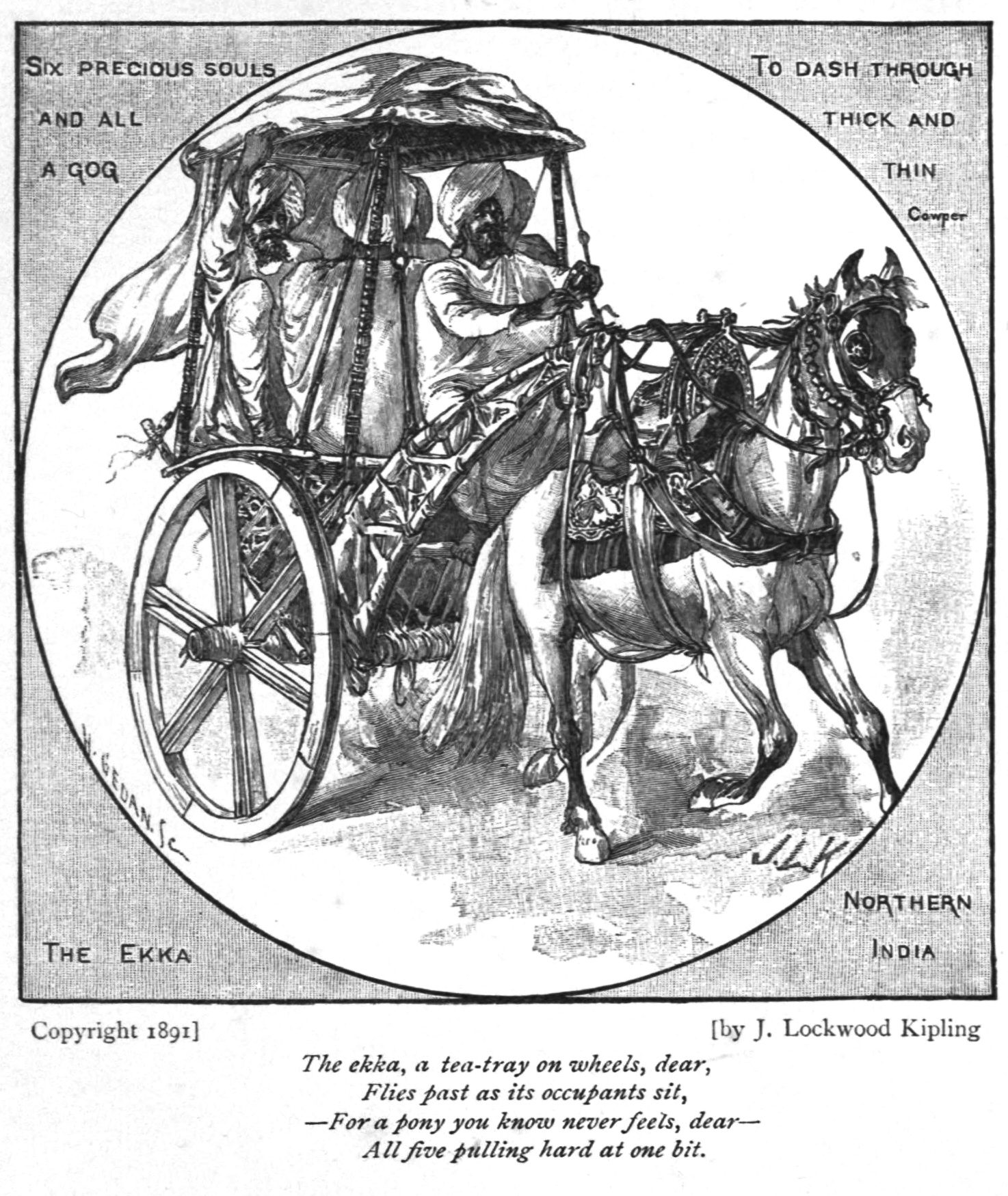
Ekka dessiné par John Lockwood Kipling.